# 僑弼控股
僑弼控股有限公司（前港交所上市編號：0505.HK）是在1993年成立，主要業務當時是生產紡織成衣。
僑弼控股在1995年10月12日上市，創辦人黃榮華家族，四年後，因為公司發生財政問題，最終2002年被香港高等法院申請清盤，原因發現資生不翼而飛，2001年9月27日，在未能通過復牌建議，被證券及期貨事務監察委員會強制除牌。
再加上因為涉嫌內幕交易，而被證監會檢控。

## 外部連結
1. ↑  僑弼控股案裁定四人涉內幕交易
2. ↑  
.   [2021-01-03]. （原始内容存档于2019-09-02）.